# Lagerverwaltungssystem
Lagerverwaltungssysteme (LVS; englisch warehouse management systems, WMS) sind softwarebasierte Systeme für die unternehmerische Verwaltung von Warenlagern und Distributionszentren. 
Mit Lagerverwaltungssoftware, Logistiksoftware, Intralogistiksoftware oder auch Warehouse-Management-Systemen kann der komplette innerbetriebliche Materialfluss abgebildet werden. Als innerbetrieblicher Materialfluss werden alle in einem Unternehmen durchgeführten Warenbewegungen bezeichnet. Dazu zählen Prozesse des Wareneingangs, Einlagerung, Umlagerungen, Auslagerungen und Versand. Dabei wird zwischen dem Materialfluss und dem Informationsfluss unterschieden. Bei dem Materialfluss geht es um die physische Vereinnahmung des Materials im Lager. Die Lagerprozesse werden vom Informationsfluss begleitet. Dieser sorgt während des Transports für Datensicherheit und Bestandstransparenz.

## Begriffsabgrenzung
Unter einem Lagerverwaltungssystem (LVS) versteht man im engeren Sinne ein Softwaresystem zur Verwaltung von Lagermengen und Lagerorten sowie deren Beziehung zueinander. Ein Warehouse Management System (WMS) umfasst nach der VDI-Richtlinie 3601 weitere Funktionen zur Kontrolle und Optimierung von Systemzuständen. Im Gegensatz zu einer reinen Lagerbestandsverwaltung dient ein WMS zur Führung und Optimierung von innerbetrieblichen Lagersystemen. In der Praxis werden die Begriffe LVS und WMS meist synonym verwendet.

## Funktionen
Ein Lagerverwaltungssystem stellt die zentrale Einheit in der Softwarestruktur zur Verwaltung eines Lagers dar. Dabei nimmt das WMS vom übergelagerten Host-System, einem ERP- oder Warenwirtschaftssystem, Aufträge entgegen, verwaltet diese in einer Datenbank und gibt sie nach entsprechender Optimierung zur Steuerung an die angebundene Fördertechnik weiter.
Moderne Lagerverwaltungssysteme sind modular aufgebaut. Die Kernfunktionen umfassen: 
- Lagerstruktur
- Stammdatenverwaltung
- Bestandsverwaltung
- Transportverwaltung
- Lagerinterne Prozesse (Umlagerung, Nachschub, Umbuchung, Leitstand)
- Wareneingang (Avisierung, Vereinnahmung, Dekonsolidierung, Qualitätsprüfung, Einlagerung)
- Warenausgang (Auftragsverwaltung, Kommissionierung, Konsolidierung, Verpackung, Versand)[4]

In einem WMS werden also nicht nur die Lagerposition von Artikeln in Hochregallagern, Kleinbehälterlagern oder Handlagern verwaltet, sondern auch der Wareneingang und der Warenausgang mit der Kommissionierung von Waren zu versandfertigen Positionen realisiert. Um die Bewegung der Waren innerhalb eines Lagers zu gewährleisten, ist ein WCS (Warehouse-Control-System) Bestandteil eines WMS. Ein WCS stellt sicher, dass die gewünschte Ware über interne Förderanlagen (Lagerplatz in einem Hochregallager, Arbeitsplatz eines Kommissionierers, Versandrutsche im Warenausgang) an die Position kommt, die das WMS für die Ware bestimmt hat.
Neben den Kernfunktionen können Zusatzfunktionen (wie beispielsweise eine Seriennummernverwaltung oder Dock-/Yardfunktionalität) oder Erweiterungsmodule (z. B. Pick-by-Voice oder RFID-Subsysteme) Teil des WMS sein.

## Vorteile eines LVS
Die Nutzung eines WMS hat für Unternehmen mehrere Vorteile:
- Kosteneinsparung: Durch die Minimierung der Lagerbestände kann das im Lager gebundene Kapital reduziert werden. Gleichzeitig soll das WMS sicherstellen, dass keine Lieferengpässe durch zu geringe Bestände auftreten.
- Erhöhte Effizienz: Ein WMS ermöglicht die Automatisierung von Prozessen bei der Datenerfassung, der Erstellung von Datensätzen oder der Berechnung von Kennzahlen.
- Lagerorganisation: Die Daten aus dem WMS können die Kommissionierung beschleunigen, indem oft zusammen gekaufte Produkte gruppiert werden oder nach Umschlaghäufigkeit sortiert werden. Automatisierung operativer Prozesse und die Ausstattung des Personals mit digitalen Geräten sind hier die größten Handlungsfelder.[5]
- Aktuelle Daten: Echtzeit-Daten und Schnittstellen erlauben direkten Zugriff auf Lagerdaten durch Führungskräfte und liefern Daten als Grundlage für Entscheidungen.[6]
- Datensicherheit: Durch granulare Benutzerrechte kann Mitarbeitern mehr Informationenzugriff gewährt werden ohne die Datensicherheit zu gefährden. Dies ermöglicht schnellere Prozesse und entlastet Vorgesetzte.
- Trendanalyse: Prognoserechnungen ermöglichen das proaktive reagieren auf Trends. Neben saisonalen Schwankungen können dabei auch Lager- und Verkaufsdaten auf Standortebene einfließen.[7]

## Nachteile eines LVS
Die Hauptnachteile von softwaregestützter Lagerverwaltung liegen in den Kosten und der Komplexität der Programme.
- Kosten: Neben den Kosten der Software und dem Aufwand für die Einführung können zusätzliche Kosten für benötigte Hardware wie Handscanner anfallen.
- Komplexität: Die Komplexität der zugrunde liegenden Prozesse führt zu umfangreichen Softwarepaketen. Dies erhöht die Anforderungen an Mitarbeiter und bringt erheblichen Schulungsaufwand mit sich.

## Einführung eines LVS
Die Auswahl und Einführung eines WMS zur Lagerverwaltung stellt ein anspruchsvolles und umfangreiches Projekt dar. Da das System in seiner Funktionalität den individuellen Ansprüchen eines Lagers gerecht werden muss, ist eine sorgfältige Analyse und Auswahl eines passenden Softwaresystems unerlässlich. 
Einen umfassenden Überblick über den WMS-Markt bietet der WMS-Marktreport des Fraunhofer-Instituts für Materialfluss und Logistik. Darin wird der WMS-Markt auf aktuelle Trends und Entwicklungen untersucht und die Funktionalitäten gängiger WMS dargestellt. Dabei stellte sich heraus, dass die WMS-Anbieter in ihrer Struktur grob in drei Typen unterteilt werden können: den puren WMS-Anbieter, den Suite-Anbieter, der sein System als Teil einer Software-Suite anbietet (z. B. ERP-System), und den Lagertechnik-Anbieter. Hilfestellung für die Auswahl eines passenden WMS kann die WMS-Datenbank des Instituts geben, die einen neutralen Überblick über rund 90 Prozent aller relevanten Anbieter von Warehouse Management Systemen bietet.